# 325 Heidelberga
325 Heidelberga  (mednarodno ime je tudi 325 Heidelberga ) je asteroid tipa M (po Tholenu) v glavnem asteroidnem pasu. 

## Odkritje
Asteroid je odkril Max Franz Joseph Cornelius Wolf 4. marca 1892 v Heidelbergu.. 
Poimenovan je po kraju Heidelberg v Nemčiji.

## Lastnosti
Asteroid Heidelberga obkroži Sonce v 5,73 letih. Njegova tirnica ima izsrednost 0,168, nagnjena pa je za 8,543° proti ekliptiki. Njegov premer je 75,72 km, okoli svoje osi se zavrti v 6,737 urah .